# Харт, Чарльз
Чарльз Харт (англ. Charles Hart; 3 июня 1961, Лондон, Великобритания) — английский лирик, поэт-песенник и музыкант. Он стал известным после того, как написал либретто к супер успешному мюзиклу Эндрю Ллойда Уэббера «Призрак оперы». Он написал с Доном Блэком либретто к мюзиклу «Аспекты любви» Ллойда Уэббера в 1989 году, основанному на романе Дэвида Гарнетта. Он также переписал лирику Гленна Слейтера к сиквелу «Призрака оперы» — «Любовь не умрёт никогда».

## Ранние годы
Чарльз учился в Desborough School, Кембридже и Гилдхоллской школе музыки и театра. Он начал писать стихи ещё ребёнком, но стать профессиональным поэтом решил в 1970-х.
Он привлек внимание Эндрю Ллойда Уэббера и Кэмерона Макинтоша, когда они были в составе жюри на вручении награды Vivian Ellis awards, где Харт прошёл в финал. Год спустя Ллойд Уэббер предложил написать ему либретто «Призрака Оперы».

## Карьера
Харт также написал слова для мюзиклов «The Kissing-Dance» и «The Dreaming» (к обоим музыку написал Говард Гудолл), а также слова для оперы «Vampyr» и множества других песен. Он писал как слова, так и музыку для телевидения. Его произведение «Two Studies for String Quartet» было представлено в феврале 2005 года в London’s Purcell Room, его исполнил Sacconi Quartet.
Он получил две награды Ivor Novello Awards, был дважды выдвинут на премию Тони. Он был также выдвинут на Оскар за слова к новой песне «Learn to be Lonely», которую исполнила Минни Драйвер в фильме «Призрак Оперы», снятому по одноимённому мюзиклу.
Кроме того, Чарльз Харт — фотограф. Его работы появляются на плакатах и театральных афишах, и публикуются в «Attitude» и «Daily Telegraph». В 2003 году он был одним из трех фотографов, участвовавших в организованной ЮНИСЕФ выставке по случаю празднования годовщины заключения Конвенции о правах ребёнка.
Чарльз — давний опекун и сторонник британского агентства оценок благотворительности Intelligent Giving.